# Pselaphorhynchites dilatarostris
Espèce
Pselaphorhynchites dilatarostris est une espèce d'insectes coléoptères appartenant à la famille des Attelabidae.

## Première publication
- (en) RW Hamilton, The Genus Pselaphorhynchites (Coleoptera: Rhynchitidae) in America North of Mexico, Annals of the Entomological Society of America, Volume 64, Number 5, 15 September 1971, pp. 982-996(15) Accès limité